# Круглыжское сельское поселение
Круглыжское сельское поселение — муниципальное образование в составе Свечинского района Кировской области России, существовавшее в 2006 — 2010 годах.
Центр — село Круглыжи.

## История
Круглыжское сельское поселение образовано 1 января 2006 года согласно Закону Кировской области от 07.12.2004 № 284-ЗО.
Законом Кировской области от 23 декабря 2010 года № 595-ЗО поселение упразднено, населённые пункты включены в Свечинское сельское поселение (с центром в селе Юма).

## Состав
В состав поселения входили 6 населённых пунктов:
- село Круглыжи
- деревня Мамаевы
- деревня Мулы
- деревня Первомайская
- посёлок Сосновка
- деревня Юферята